# مونيكا جوما
مونيكا جوما (بالإنجليزية: Monica Juma)‏ هي سياسية ودبلوماسية كينية ولدت في سنة 1964 في مدينة نيروبي عاصمة كينيا. أكملت دراستها في جامعة نيروبي وثم حصلت على شهادة الدكتوراة في الفلسفة من جامعة أكسفورد في دراسات اللاجئين. شغلت منصب وزيرة الخارجية في حكومة أوهورو كينياتا من سنة 2018 إلى سنة 2020. وفي سنة 2020 أصبحت وزيرة الدفاع.